# Silvan Maurer
Silvan Maurer (* 1998) ist ein Schweizer Unihockeyspieler, welche beim Nationalliga-A-Verein WASA St. Gallen Unihockey unter Vertrag steht.

## Karriere
Maurer stammt aus dem Nachwuchs des Grasshopper Club Zürich und debütierte dort während der Saison 2018/19 in der ersten Mannschaft. Nach zwei Jahren in der höchsten Spielklasse schlos sich Maurer 2020 dem Ligakonkurrenten Zug United an.